# Abrocoma
Abrocoma es un género de  roedores Abrocomidae encontrados en la Cordillera de los Andes en América del Sur,  desde el sur de Perú  a Chile central. El género incluye ocho especies, de las cuales cinco están aisladas en el noroeste de Argentina.

## Especies
- Genus Abrocoma
  - Abrocoma bennettii - Rata chinchilla de Bennett.
  - Abrocoma boliviensis - Rata chinchilla boliviana.
  - Abrocoma budini -  Rata chinchilla de Budin.
  - Abrocoma cinerea - Rata chinchilla gris.
  - Abrocoma famatina - Rata chinchilla de Famatina.
  - Abrocoma schistacea - Rata chinchilla de Sierra del Tontal.
  - Abrocoma uspallata - Rata chinchilla de Uspallata.
  - Abrocoma vaccarum - Rata chinchilla de Mendoza.

Adicionalmente, las especies Cuscomys oblativus eran antiguamente clasificadas como Abrocoma oblativus, pero fueron redesignadas.